# Рантемаріо
Рантемаріо (індонез. Gunung Rantemario, англ. Mount Rantemario) — гора у провінції Південне Сулавесі Індонезії, найвища вершина острова Сулавесі.

## Географія
Гора розташована в провінції Індонезії Південне Сулавесі, на півночі півострова Південний, практично у місці його відгалуження від основної частини острова Сулавесі. Її місцезнаходження за 206 км на північ — північний схід від найбільшого міста острова Сулавесі — Макасар та майже за 1500 км на схід — північний схід від столиці країни — Джакарти.
Рантемаріо, на відміну від більшості інших індонезійських гір, не вулканічного походження. Гірський масив, де розташована вершина часто називають — хребет Латімойонґ. Гора має абсолютну та відносну висоту 3478 м. Її вважають найвищою вершиною острова Сулавесі, хоча деякі джерела називають найвищою вершиною острова — гору Рантекомбола (3455 м), яка розташована за 4,5 км на північ. Вершина займає 52-ге місце у світі серед гір за відносною висотою та 13-те місце — серед острівних гір.
Місцевість навколо вершини в основному дуже гориста і мало заселена, як для провінції, всього 19 осіб на 1 км², вкрита густими, в основному вічнозеленими листяними лісами.
Хоча вершина зовсім недалеко від автодороги: Макасар — Рантепао, діставатися до неї не дуже зручно через «глухі» для туристів місця. Маршрут підйому на гору лежить від села Керанґан. Підйом хоч і крутий, але не дуже складний, проходить крізь гірський дощовий ліс, який помітно змінюється з висотою. Маршрут розділений на вісім ділянок, в кінці кожної розміщені пости для відпочинку, деякі з них мають кемпінґи і місця доступу до води. Відстань між двома постами становить від 30 до 60 хвилин ходи. Підйом від початку (1450 м) до вершини займає від 7 до 8 годин. Різниця в висоті становить понад 2000 м.